# Microsage picticollis
Microsage picticollis là một loài tò vò trong họ Ichneumonidae.